# Посьвентне (Радомський повіт)
Посьвентне (пол. Poświętne) — село в Польщі, у гміні Пйонки Радомського повіту Мазовецького воєводства.
Населення — 192 особи (2011).

## Демографія
Демографічна структура станом на 31 березня 2011 року:
|          | Загалом | Допрацездатний вік | Працездатний вік | Постпрацездатний вік |
| -------- | ------- | ------------------ | ---------------- | -------------------- |
| Чоловіки | 95      | 18                 | 71               | 6                    |
| Жінки    | 97      | 15                 | 60               | 22                   |
| Разом    | 192     | 33                 | 131              | 28                   |